# Cipriano di Brescia
Cipriano di Brescia (... – VI secolo) è stato un vescovo italiano venerato come santo.

## Biografia
Cipriano è stato un vescovo di Brescia: è possibile collocare il suo episcopato intorno alla metà del VI secolo. In questo senso depongono quasi tutte le fonti delle quali si può disporre.
Fa eccezione il solo Gradenigo che segna l'anno 585. Della vita non si hanno notizie.

## Culto
Del culto antico di San Cipriano si trova documento in sei calendari dei secoli XI - XV e in ordini litanici del secolo XIV.
Se si voglia prestar fede alle note aggiunte dal Faino al Martirologio Bresciano e riportate dal Gradenigo, nella chiesa diocesana dei passati secoli questo vescovo era oggetto di tanta devozione «ut eius natalis dies, veluti dies Dominica celebraretur».
Il Savio pensa che sia stato sepolto dapprima in Sant'Eusebio, mentre il Brunati gli attribuisce la fondazione di San Pietro in Oliveto (La chiesa di San Pietro in Oliveto si trova a Limone sul Garda, sulla strada per Tremosine ed è tra le più antiche chiese romaniche del territorio, in quanto ad essa si accenna in una Bolla del 1186 del papa Urbano III come cappella dipendente dalla pieve di Tremosine, dove avrebbe officiato e sarebbe stato tumulato).
Il 14 febbraio 1453 nei dintorni di questa chiesa furono rinvenute le sue reliquie che seguirono le stesse sorti di quelle dell'immediato predecessore Paolo II e del lontano successore Adeodato, fino all'ultima traslazione in S. Agata.
San Cipriano non è ricordato dal Martirologio Romano; ricorre invece ripetutamente in quello Bresciano che il 14 e il 9 febbraio ricorda rispettivamente l'invenzione delle reliquie ed il primo trasferimento sotto l'altare maggiore di San Pietro in Oliveto, mentre il 21 aprile ne celebra la festa liturgica.